# Hosjö

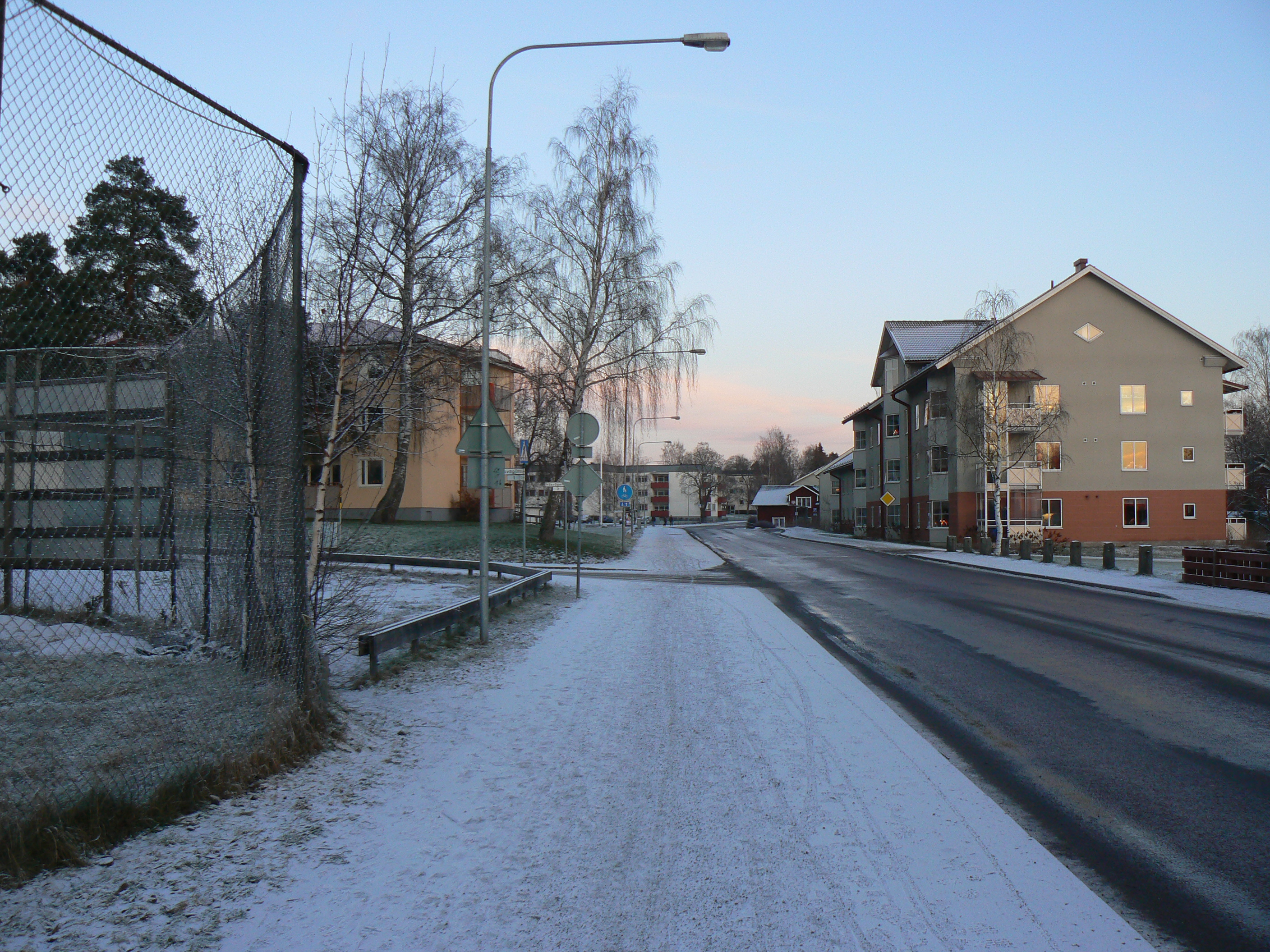
Centralvägen in Hosjö

Hosjö ['huɧœ] ist ein Stadtteil und eine Kirchengemeinde (församling) in Falun in Schweden. Der Stadtteil ist der östlichste der Stadt und besteht überwiegend aus Einfamilien- und vereinzelt aus Mehrfamilienhäusern mit insgesamt etwa 3000 Einwohnern (2005). Er liegt zwischen den Seen Hosjön und Runn.
Das Kirchspiel (socken) wurde aus dem Kirchspiel Vita ausgegliedert und die dazugehörige Kirche war zunächst nur als Kapelle für die Kirchengemeinde Vita gedacht. Die Kapelle von Hosjö liegt am Rand des Stadtteils und wurde 1663 als falunrote Holzkirche errichtet. Erst in den 1970er Jahren wurde aus der Kapelle eine Kirche.
Koordinaten: 60° 36′ N, 15° 45′ O